# Siège de Bibrax
Vous êtes invité à donner votre avis sur cette page de discussion, de manière argumentée en vous aidant notamment des critères d’admissibilité ou en présentant des sources extérieures et sérieuses.  
Après avoir apposé le modèle {{Admissibilité}} sur une page, suivez les étapes expliquées sur Wikipédia:Débat d'admissibilité/Aide :
| 1. | Créez la page de débat d'admissibilité.                                                                      | Sauvegardez d’abord la page pour l’initialiser puis indiquez votre motivation.         |
| 2. | Important : ajoutez une entrée dans la section Débat d'admissibilité du jour.                                | Utilisez ce texte : *{{L\|Siège de Bibrax}}                                            |
| 3. | Pensez à informer les contributeurs principaux de la page et les projets associés lorsque cela est possible. | Utilisez ce texte : {{subst:Avertissement débat d'admissibilité\|Siège de Bibrax}}~~~~ |

Guerre des Gaules
Batailles
- Magetobriga (60)
- Arar (58)
- Cavillonum (58)
- Bibracte (58)
- Ochsenfeld (58)
- L'Aisne (57)
- Le Sabis (57)
- Octodure (57)
- Morbihan (navale) (56)
- Vernix (56)
- Expéditions en Bretagne (55 et 54)
- Aduatuca (54)
- Avaricum (52)
- Gergovie (52)
- Lutèce (52)
- Alésia (52)
- Uxellodunum (51)

Le siège de Bibrax est un événement de la guerre des Gaules en 57 av. J.-C. qui voit l'affrontement entre le peuple des Rèmes, allié de César et une coalition de Gaulois Belges et de Germains qui assiègent l'oppidum de Bibrax. Après quelques péripéties, les assaillants lèvent le siège pour affronter César qui les a attirés vers son camps fortifié.

## Contexte
À la fin de 58 av. J.-C., après avoir vaincu les Helvètes et Arioviste, César fait hiverner ses légions chez les Séquanes. Inquiets du danger que représente la présence prolongée des Romains en Gaule sur leur souveraineté, les Belges conspirent contre César. Début 57 av. J.-C., une coalition formée par les peuples de Belgique, auxquels se joignent également de nombreux Germains, se forme contre les Romains ; elle est dirigée par Galba, roi des Suessions. En tout, selon César, cette force comptait un effectif théorique de 348 000 guerriers, ce qui semble très au-dessus de la réalité. Mais les Rèmes, Gaulois belges de Champagne, non seulement ne se joignent pas à l'alliance, mais se rangent du côté de César. Aussi, les coalisés inaugurent la guerre non pas en attaquant le camp de César, mais l'oppidum rème de Bibrax. Ce dernier est localisé avec une quasi-certitude sur la commune de Saint-Thomas dans l'Aisne.

## Déroulement
Arrivés devant la ville, les coalisés lancent immédiatement l'assaut en déployant toute leur science de la poliorcétique. Maintenant un jet constant de pierres et de traits contre les défenseurs des remparts, les assaillants se forment en tortue et creusent une sape sous les murs. Lorsque la nuit met fin à l'assaut, la situation des assiégés est critique. Heureusement pour eux, Iccios, le meneur de la défense, a envoyé des messagers à César qui réagit rapidement. Au milieu de la nuit, il envoie ses auxiliaires guidés par les hommes d'Iccios. L'arrivée des renforts redonne espoirs aux assiégés, tandis que les coalisés se détournent de Bibrax pour affronter César. À partir du récit de César, il semble que le siège n'a pas duré plus d'un jour et une nuit.

## Suites
Peu de temps après, César remportait la bataille de l'Aisne contre la coalition. Quant aux Rèmes, ils resteront des alliés indéfectibles de Rome jusqu'à la fin des campagnes de César en Gaule, participant notamment à la répression des Bellovaques menés par Corréos en -51. Ils seront récompensés de leur fidélité en étant exemptés de tribut et en obtenant la mise sous leur tutelle des Suessions et Carnutes. De plus, leur faveur auprès de César étant notoire, une partie de la tutelle des Séquanes quitta ces derniers pour devenir leurs clients. À la fin de la guerre en Gaule, les Rèmes étaient ainsi le deuxième peuple le plus puissant de Gaule derrière les Éduens.